# 5-Metil-MDA
La 5-metil-3,4-metilendiossiamestamina (5-Metil-MDA) è un farmaco empatogeni e psichedelico della classe delle anfetamine. È un omologo anello - metilato del MDA e un isomero strutturale di MDMA.